# Strafverteidiger (Deutschland)
Ein Strafverteidiger ist ein dem Beschuldigten in einem Strafverfahren zur Seite stehender rechtlicher Beistand. In der deutschen Strafprozessordnung (StPO) wird er als Verteidiger bezeichnet.
Das Recht eines jeden Beschuldigten auf Hinzuziehung eines Verteidigers ist in § 137 StPO (Recht des Beschuldigten auf Hinzuziehung eines Verteidigers) normiert.

## Organ der Rechtspflege
Der Verteidiger ist neben der Staatsanwaltschaft und dem Gericht ein unabhängiges, selbständiges Organ der Rechtspflege (vgl. auch § 1 BRAO). Diese Stellung ist dem Berufsrecht der Rechtsanwälte angelehnt, obwohl nicht nur Rechtsanwälte als Strafverteidiger auftreten können (§ 138 StPO). Der Strafverteidiger ist dem Gericht und der Staatsanwaltschaft gleichgeordnet und insoweit gleichberechtigt. Dies bedeutet insbesondere, dass er nicht an Weisungen durch das Gericht oder die Staatsanwaltschaft gebunden ist. Umgekehrt kann er natürlich auch keine Weisungen erteilen. Daneben steht freilich die Aufgabe des Vorsitzenden des Gerichts, die Verhandlung zu leiten. Im Rahmen dieser Aufgabe kann der Vorsitzende dem Verteidiger etwa das Wort erteilen oder auch entziehen. In der Praxis ergibt sich hier ein gewisses Spannungsfeld, das im Einzelfall unter Beachtung der Prinzipien der Unparteilichkeit, der Gewährung rechtlichen Gehörs aber auch der Durchführung des Verfahrens zu behandeln ist.

„Die Aufgabe des Strafverteidigers ist es, Vertrauen zu schenken, wo es jeder verweigert, Mitgefühl zu entfalten, wo die Gefühle erstorben sind, Zweifel zu säen, wo sie keiner mehr hat und Hoffnung zu pflanzen, wo sie längst verflogen war.“

## Person des Verteidigers
Jeder Angeklagte darf bis zu drei Verteidiger seiner Wahl benennen (§ 137 Absatz 1 StPO). Hat der Beschuldigte einen gesetzlichen Vertreter, darf auch dieser Verteidiger wählen, insgesamt jedoch höchstens drei (§ 137 Absatz 2 StPO). Werden Pflichtverteidiger vom Gericht bestellt, schränkt dies die Höchstzahl der Wahlverteidiger nicht ein, da das Gesetz insofern keine Regelung getroffen hat. Es ist daher möglich, dass ein Angeklagter von mehr als drei Verteidigern verteidigt wird.
Zum Verteidiger darf ohne weiteres jeder Rechtsanwalt und jeder Rechtslehrer an einer deutschen Hochschule gewählt werden (§ 138 Absatz 1 StPO). Ein solcher Wahlverteidiger darf die Verteidigung einem Rechtskundigen, namentlich einem Referendar, der seit mindestens einem Jahr und drei Monaten tätig ist, übertragen (§ 139 StPO). Darüber hinaus können Rechtsreferendare nach Maßgabe des § 142 Abs. 2 StPO auch zum selbstständigen Pflichtverteidiger für den ersten Rechtszug bestellt werden.
Zudem besteht die Möglichkeit der Verteidigung durch einen Kammerrechtsbeistand oder eine andere Person, die das Vertrauen des Angeklagten genießt und die zuvor durch das Gericht genehmigt worden ist (§ 138 Absatz 2 StPO). Eine solche Genehmigung nach § 138 Abs. 2 StPO ist zu erteilen, wenn die gewählte Person das Vertrauen des Beschuldigten/Angeklagten hat, sie genügend sachkundig und vertrauenswürdig erscheint und sonst keine Bedenken gegen ihr Auftreten als Verteidiger bestehen.
So kann – nach einer solchen Genehmigung im Sinne des § 138 Abs. 2 StPO – beispielsweise im Steuerstrafverfahren vor dem Amtsgericht oder dem Landgericht auch ein Steuerberater als alleiniger Verteidiger auftreten. Im Falle der notwendigen Verteidigung kann dies jedoch nur in Gemeinschaft mit einer nicht nach dieser Vorschrift gesondert zuzulassenden Person (Rechtsanwalt oder Hochschullehrer) geschehen. Im Bereich des Steuerstrafrechts kann ein Steuerberater nach § 392 AO (also kraft Gesetzes) stets in Gemeinschaft mit einem Rechtsanwalt oder einer anderen Person im Sinne des § 138 Abs. 1 StPO als (Mit-)Verteidiger vor dem Amtsgericht oder dem Landgericht auftreten; einer gerichtlichen Genehmigung bedarf es nicht.
Zu jedem Zeitpunkt des Strafverfahrens, also im Vorverfahren (Ermittlungsverfahren), Zwischenverfahren und in der Hauptverhandlung und in jeder Instanz, hat der Beschuldigte das Recht, einen Verteidiger beizuziehen. Gemäß Art. 6 III lit. c EMRK, Art. 14 d IPbpR gehört dies zu den Grundsätzen eines fairen Verfahrens. Auch in der Strafvollstreckung darf sich der Verurteilte rechtlichen Beistandes bedienen. Hierüber ist der Beschuldigte zu belehren (§ 136 Absatz 1 StPO, § 114b Absatz 2 Nummer 4 StPO). Dem Beschuldigten dürfen dabei keine Nachteile für den Fall der Hinzuziehung eines Verteidigers angedroht werden. Erklärt der Beschuldigte, einen Verteidiger hinzuziehen zu wollen, ist die Vernehmung sofort zu unterbrechen und auf das Eintreffen des Verteidigers zu warten.
Der Strafverteidiger ist an Weisungen des Beschuldigten nicht gebunden, hat aber – im Rahmen des gesetzlich Zulässigen – allein den Interessen seines Mandanten zu dienen. Seine Stellung ist insofern nicht mit der des Staatsanwalts oder der des Richters vergleichbar, er ist im Gegensatz zu ihnen im Rahmen der geltenden Gesetze nur dem wohlverstandenen Interesse seines Mandanten verpflichtet.
Die Verteidigung mehrerer Beschuldigter im selben Verfahren ist wegen möglicher Interessenkollisionen gesetzlich unzulässig (§ 146 StPO, § 356 StGB). Auch sonst ist es zumindest den Rechtsanwälten als Verteidiger von Berufs wegen untersagt, widerstreitende Interessen zu vertreten.
Anders als im Zivilrecht kann ein angeklagter Rechtsanwalt nicht als Strafverteidiger in eigener Sache auftreten und zwar weder als Wahl- noch als Pflichtverteidiger.

## Wahl- oder Pflichtverteidigung
Der vom Gesetz angenommene Normalfall ist die Auswahl des Verteidigers durch den Beschuldigten. Zwischen Verteidiger und Mandant wird in diesen Fällen ein Vertrag geschlossen, der regelmäßig ein entgeltlicher Geschäftsbesorgungsvertrag ist und auf den weitgehend die Regeln des Dienstvertragsrechts Anwendung findet. Für den Vergütungsanspruch des Verteidigers haftet demnach zunächst der Mandant.
Ein Pflichtverteidiger ist demgegenüber dann zu bestellen, wenn der Beschuldigte keinen Wahlverteidiger hat, aber ein Fall der notwendigen Verteidigung gegeben ist. Eine notwendige Verteidigung liegt in den in § 140 StPO bezeichneten Fällen vor, insbesondere bei erstinstanzlich vor dem Landgericht oder Oberlandesgericht verhandelten Fällen, bei Anklage eines Verbrechens, einem drohenden Berufsverbot oder wenn ein Sicherungsverfahren durchgeführt wird, wenn eine Freiheitsstrafe von mehr als einem Jahr zu erwarten ist oder der Beschuldigte sich nicht selbst verteidigen kann. Außerdem kann ein Pflichtverteidiger neben einem Wahlverteidiger bestellt werden, wenn das Verfahren umfangreich ist und daher verhindert werden soll, dass die Hauptverhandlung wegen Ausfalls des Wahlverteidigers ausgesetzt werden muss. Die Bestellung von bis zu zwei Sicherungsverteidigern ist seit dem 13. Dezember 2019 in § 144 StPO geregelt.

## Verteidigungsstrategien
Im Rahmen der Verteidigungsstrategien ist zwischen dem Verteidigungsziel und den zu dessen Erreichung eingesetzten Mitteln zu differenzieren:
Verteidigungsziel kann die Einstellung des Verfahrens oder ein Freispruch sein. Dies wird regelmäßig der Fall sein, wenn eine Verurteilung vermieden werden kann.
Erscheint eine Verurteilung unvermeidbar, richtet sich das Verteidigungsziel darauf, eine möglichst milde Sanktion zu erreichen. Ob diese darin besteht, dass eine Verurteilung nur zu einer Geldstrafe, einer Freiheitsstrafe, deren Vollzug zur Bewährung ausgesetzt wird, einer kürzeren Freiheitsstrafe oder einer flankierenden Maßnahme, wie etwa der Unterbringung in einer Entziehungsanstalt erfolgt, hängt naturgemäß von den Umständen des Einzelfalles ab.
Verteidigungsmittel kann das Erarbeiten einer Einlassung des Angeklagten, der Rat an diesen, von seinem Recht zu Schweigen Gebrauch zu machen, das Benennen eigener Zeugen usw. sein. Zu den Verteidigungsmitteln gehört auch die sogenannte Konfliktverteidigung, wobei dieser Begriff bislang nur eingeschränkt wissenschaftlich definiert ist. Bei mehreren Beschuldigten kommt als Sonderform die sogenannte Sockelverteidigung in Betracht.

## Vergütung des als Verteidiger tätigen Rechtsanwalts
Die Vergütung erfolgte früher nach der BRAGO. Seit dem 1. Juli 2004 ist nach dem Rechtsanwaltsvergütungsgesetz RVG abzurechnen. Diese sogenannte gesetzliche Vergütung bildet auch das Maß dessen, was einem freigesprochenen Angeklagten von der Staatskasse zu erstatten ist. Im Rahmen einer Vergütungsvereinbarung kann sich der Verteidiger auch eine höhere Vergütung versprechen lassen, insbesondere ein Zeithonorar oder Pauschalhonorar vereinbaren.